# Giro di Romandia 2019
Il Giro di Romandia 2019, settantatreesima edizione della corsa e valevole come ventunesima prova dell'UCI World Tour 2019 categoria 2.UWT, si svolse in cinque tappe precedute da un cronoprologo dal 30 aprile al 5 maggio 2019 su un percorso di 631,12 km, con partenza da Neuchâtel e arrivo a Ginevra, in Svizzera. La vittoria fu appannaggio dello sloveno Primož Roglič, il quale completò il percorso in 15h25'11", alla media di 38,004 km/h, precedendo il portoghese Rui Costa e il britannico Geraint Thomas.
Sul traguardo di Ginevra 112 ciclisti, su 139 partiti da Neuchâtel, portarono a termine la competizione.

## Tappe
| Tappa  | Data      | Percorso                                  | km     | Vincitore di tappa | Leader cl. generale |
| ------ | --------- | ----------------------------------------- | ------ | ------------------ | ------------------- |
| Pr.    | 30 aprile | Neuchâtel > Neuchâtel (cron. individuale) | 3,87   | Jan Tratnik        | Jan Tratnik         |
| 1ª     | 1º maggio | Neuchâtel > La Chaux-de-Fonds             | 168,4  | Primož Roglič      | Primož Roglič       |
| 2ª     | 2 maggio  | Le Locle > Morges                         | 174,4  | Stefan Küng        | Primož Roglič       |
| 3ª     | 3 maggio  | Romont > Romont                           | 160    | David Gaudu        | Primož Roglič       |
| 4ª     | 4 maggio  | Lucens > Torgon                           | 107,6  | Primož Roglič      | Primož Roglič       |
| 5ª     | 5 maggio  | Ginevra > Ginevra (cron. individuale)     | 16,85  | Primož Roglič      | Primož Roglič       |
| Totale | Totale    | Totale                                    | 631,12 |                    |                     |

## Squadre e corridori partecipanti
| N.    | Cod. | Squadra               |
| ----- | ---- | --------------------- |
| 1-7   | TJV  | Team Jumbo-Visma      |
| 11-17 | DQT  | Deceuninck-Quick-Step |
| 21-27 | MTS  | Mitchelton-Scott      |
| 31-37 | BOH  | Bora-Hansgrohe        |
| 41-47 | MOV  | Movistar Team         |
| 51-57 | TBM  | Bahrain-Merida        |
| 61-67 | LTS  | Lotto Soudal          |
| 71-77 | AST  | Astana Pro Team       |
| 81-87 | ALM  | AG2R La Mondiale      |
| 91-97 | INS  | Team Ineos            |

| N.      | Cod. | Squadra                   |
| ------- | ---- | ------------------------- |
| 101-107 | TFS  | Trek-Segafredo            |
| 111-117 | EF1  | EF Education First        |
| 121-127 | UAD  | UAE Team Emirates         |
| 131-137 | SUN  | Team Sunweb               |
| 141-147 | CPT  | CCC Team                  |
| 151-157 | GFC  | Groupama-FDJ              |
| 161-167 | TDD  | Team Dimension Data       |
| 171-177 | TKA  | Team Katusha Alpecin      |
| 181-187 | WGG  | Wanty-Gobert Cycling Team |
| 191-197 | CHE  | Svizzera                  |

## Dettagli delle tappe

### Prologo
- 30 aprile: Neuchâtel > Neuchâtel – Cronometro individuale – 3,87 km

Risultati
| Pos. | Corridore     | Squadra      | Tempo |
| ---- | ------------- | ------------ | ----- |
| 1    | Jan Tratnik   | Bahrain-Mer. | 5'06" |
| 2    | Primož Roglič | Jumbo        | a 1"  |
| 3    | Tom Bohli     | UAE          | s.t.  |

| Pos. | Corridore     | Squadra      | Tempo |
| ---- | ------------- | ------------ | ----- |
| 1    | Jan Tratnik   | Bahrain-Mer. | 5'06" |
| 2    | Primož Roglič | Jumbo        | a 1"  |
| 3    | Tom Bohli     | UAE          | s.t.  |

### 1ª tappa
- 1º maggio: Neuchâtel > La Chaux-de-Fonds – 168,4 km

Risultati
| Pos. | Corridore     | Squadra  | Tempo    |
| ---- | ------------- | -------- | -------- |
| 1    | Primož Roglič | Jumbo    | 4h15'18" |
| 2    | David Gaudu   | Groupama | s.t.     |
| 3    | Rui Costa     | UAE      | s.t.     |

| Pos. | Corridore     | Squadra  | Tempo    |
| ---- | ------------- | -------- | -------- |
| 1    | Primož Roglič | Jumbo    | 4h20'15" |
| 2    | Rui Costa     | UAE      | a 10"    |
| 3    | David Gaudu   | Groupama | a 12"    |

### 2ª tappa
- 2 maggio: Le Locle > Morges – 174,4 km

Risultati
| Pos. | Corridore       | Squadra      | Tempo    |
| ---- | --------------- | ------------ | -------- |
| 1    | Stefan Küng     | Groupama     | 4h10'59" |
| 2    | Sam Bennett     | Bora         | a 59"    |
| 3    | Sonny Colbrelli | Bahrain-Mer. | s.t.     |

| Pos. | Corridore     | Squadra  | Tempo    |
| ---- | ------------- | -------- | -------- |
| 1    | Primož Roglič | Jumbo    | 8h32'13" |
| 2    | Rui Costa     | UAE      | a 10"    |
| 3    | David Gaudu   | Groupama | a 12"    |

### 3ª tappa
- 3 maggio: Romont > Romont – 160 km

Risultati
| Pos. | Corridore     | Squadra  | Tempo    |
| ---- | ------------- | -------- | -------- |
| 1    | David Gaudu   | Groupama | 3h50'53" |
| 2    | Rui Costa     | UAE      | s.t.     |
| 3    | Primož Roglič | Jumbo    | s.t.     |

| Pos. | Corridore     | Squadra  | Tempo     |
| ---- | ------------- | -------- | --------- |
| 1    | Primož Roglič | Jumbo    | 12h23'02" |
| 2    | David Gaudu   | Groupama | a 6"      |
| 3    | Rui Costa     | UAE      | a 8"      |

### 4ª tappa
- 4 maggio: Lucens > Torgon – 107,6 km[1]

Risultati
| Pos. | Corridore      | Squadra | Tempo    |
| ---- | -------------- | ------- | -------- |
| 1    | Primož Roglič  | Jumbo   | 2h42'21" |
| 2    | Rui Costa      | UAE     | s.t.     |
| 3    | Geraint Thomas | Ineos   | s.t.     |

| Pos. | Corridore     | Squadra  | Tempo     |
| ---- | ------------- | -------- | --------- |
| 1    | Primož Roglič | Jumbo    | 15h05'13" |
| 2    | Rui Costa     | UAE      | a 12"     |
| 3    | David Gaudu   | Groupama | a 16"     |

### 5ª tappa
- 5 maggio: Ginevra > Ginevra – Cronometro individuale – 16,85

Risultati
| Pos. | Corridore          | Squadra | Tempo  |
| ---- | ------------------ | ------- | ------ |
| 1    | Primož Roglič      | Jumbo   | 19'58" |
| 2    | Victor Campenaerts | Lotto   | a 13"  |
| 3    | Filippo Ganna      | Ineos   | a 15"  |

| Pos. | Corridore      | Squadra | Tempo     |
| ---- | -------------- | ------- | --------- |
| 1    | Primož Roglič  | Jumbo   | 15h25'11" |
| 2    | Rui Costa      | UAE     | a 49"     |
| 3    | Geraint Thomas | Ineos   | a 1'12"   |

## Evoluzione delle classifiche
| Tappa              | Vincitore          | Classifica generale Maglia gialla | Classifica a punti Maglia verde | Classifica scalatori Maglia tricolore | Classifica giovani Maglia bianca | Classifica a squadre Numero giallo |
| ------------------ | ------------------ | --------------------------------- | ------------------------------- | ------------------------------------- | -------------------------------- | ---------------------------------- |
| Prol.              | Jan Tratnik        | Jan Tratnik                       | Jan Tratnik                     | non assegnata                         | Benjamin Thomas                  | Team Jumbo-Visma                   |
| 1ª                 | Primož Roglič      | Primož Roglič                     | Primož Roglič                   | Simon Pellaud                         | David Gaudu                      | Movistar Team                      |
| 2ª                 | Stefan Küng        | Primož Roglič                     | Stefan Küng                     | Simon Pellaud                         | David Gaudu                      | Movistar Team                      |
| 3ª                 | David Gaudu        | Primož Roglič                     | Primož Roglič                   | Simon Pellaud                         | David Gaudu                      | Movistar Team                      |
| 4ª                 | Primož Roglič      | Primož Roglič                     | Primož Roglič                   | Simon Pellaud                         | David Gaudu                      | EF Education First                 |
| 5ª                 | Primož Roglič      | Primož Roglič                     | Primož Roglič                   | Simon Pellaud                         | David Gaudu                      | EF Education First                 |
| Classifiche finali | Classifiche finali | Primož Roglič                     | Primož Roglič                   | Simon Pellaud                         | David Gaudu                      | EF Education First                 |

Maglie indossate da altri ciclisti in caso di due o più maglie vinte
- Nella 1ª tappa Primož Roglič ha indossato la maglia verde al posto di Jan Tratnik.
- Nella 2ª e nella 5ª tappa Rui Costa ha indossato la maglia verde al posto di Primož Roglič.
- Nella 4ª tappa Stefan Küng ha indossato la maglia verde al posto di Primož Roglič.

## Classifiche finali

### Classifica generale - Maglia gialla
| Pos. | Corridore           | Squadra     | Tempo     |
| ---- | ------------------- | ----------- | --------- |
| 1    | Primož Roglič       | Jumbo       | 15h25'11" |
| 2    | Rui Costa           | UAE         | a 49"     |
| 3    | Geraint Thomas      | Ineos       | a 1'12"   |
| 4    | Felix Großschartner | Bora        | a 1'13"   |
| 5    | David Gaudu         | Groupama    | a 1'17"   |
| 6    | Steven Kruijswijk   | Jumbo       | a 1'33"   |
| 7    | Emanuel Buchmann    | Bora        | a 1'35"   |
| 8    | Il'nur Zakarin      | Katusha     | a 2'00"   |
| 9    | Simon Špilak        | Katusha     | a 2'08"   |
| 10   | Michael Woods       | Educ. First | a 2'18"   |

### Classifica a punti - Maglia verde
| Pos. | Corridore     | Squadra     | Punti |
| ---- | ------------- | ----------- | ----- |
| 1    | Primož Roglič | Jumbo       | 155   |
| 2    | Rui Costa     | UAE         | 105   |
| 3    | Stefan Küng   | Groupama    | 103   |
| 4    | David Gaudu   | Groupama    | 97    |
| 5    | Michael Woods | Educ. First | 55    |

### Classifica scalatori - Maglia tricolore
| Pos. | Corridore         | Squadra  | Punti |
| ---- | ----------------- | -------- | ----- |
| 1    | Simon Pellaud     | Svizzera | 51    |
| 2    | Steven Kruijswijk | Jumbo    | 24    |
| 3    | Diego Rosa        | Ineos    | 22    |
| 4    | David Gaudu       | Groupama | 16    |
| 5    | Patrick Schelling | Svizzera | 16    |

### Classifica giovani - Maglia bianca
| Pos. | Corridore       | Squadra     | Tempo     |
| ---- | --------------- | ----------- | --------- |
| 1    | David Gaudu     | Groupama    | 15h26'28" |
| 2    | James Knox      | Deceuninck  | a 1'17"   |
| 3    | Daniel Martínez | Educ. First | a 4'07"   |
| 4    | Niklas Eg       | Trek        | a 6'08"   |
| 5    | Jaime Castrillo | Movistar    | a 13'36"  |

### Classifica a squadre
| Pos. | Squadra            | Tempo     |
| ---- | ------------------ | --------- |
| 1    | EF Education First | 46h23'17" |
| 2    | Movistar Team      | a 43"     |
| 3    | CCC Team           | a 4'38"   |
| 4    | Groupama-FDJ       | a 6'14"   |
| 5    | Team Jumbo-Visma   | a 6'52"   |